# برايان كروسبي
برايان كروسبي (بالإنجليزية: Brian Crosby)‏ هو موسيقي وعازف قيثارة أيرلندي، ولد في 12 يونيو 1973 في جمهورية أيرلندا.

## وصلات خارجية
- الموقع الرسمي
- برايان كروسبي على موقع IMDb (الإنجليزية)